# 迈索奈 (德塞夫勒省)
迈索奈（法語：Maisonnay，法語發音：[mɛzɔnɛ]）是法国德塞夫勒省的一个市镇，属于尼奥尔区。

## 地理
迈索奈（46°11'18"N, 0°3'40"W）面积5.17 平方千米，位于法国新阿基坦大区德塞夫勒省，该省份为法国西部内陆省份，北起曼恩-卢瓦尔省，西接旺代省，南至夏朗德省和滨海夏朗德省，东临维埃纳省。
与迈索奈接壤的市镇（或旧市镇、城区）包括：圣樊尚拉沙特尔、丰蒂维列、阿卢瓦奈。

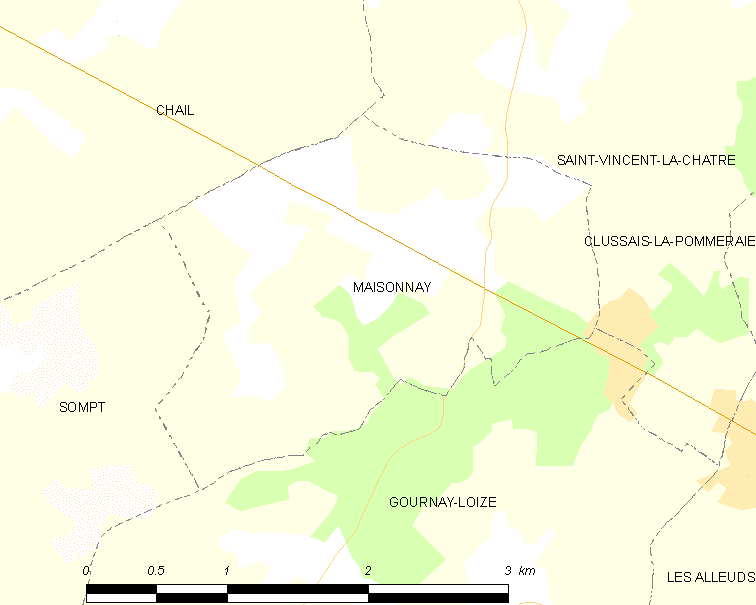
的OSM定位图

迈索奈的时区为UTC+01:00、UTC+02:00（夏令时）。

## 行政
迈索奈的邮政编码为79500，INSEE市镇编码为79164。

## 政治
迈索奈所属的省级选区为梅勒县。

## 人口

1962-2008年间人口变化图示

迈索奈于2022年1月1日时的人口数量为250人。